# Pollo al curry
Il pollo al curry è un piatto tradizionale dell'Asia meridionale, originario dell'India, che risulta risalire all'Impero Moghul, ed è oggi comune nel subcontinente indiano, nei Caraibi, nella penisola arabica, nel sud-est asiatico, in Gran Bretagna, ed in Giappone. Esso consiste in una preparazione a base di pollo e curry da insaporire con ingredienti a piacere tra cui riso e peperoncino. Esistono diverse varianti del piatto, tra cui il chicken tikka masala, ricetta della cucina anglo-indiana inventata a Glasgow ed eletta piatto nazionale nel Regno Unito, e il ca ri ga vietnamita, con latte di cocco e citronella.

## Varianti regionali

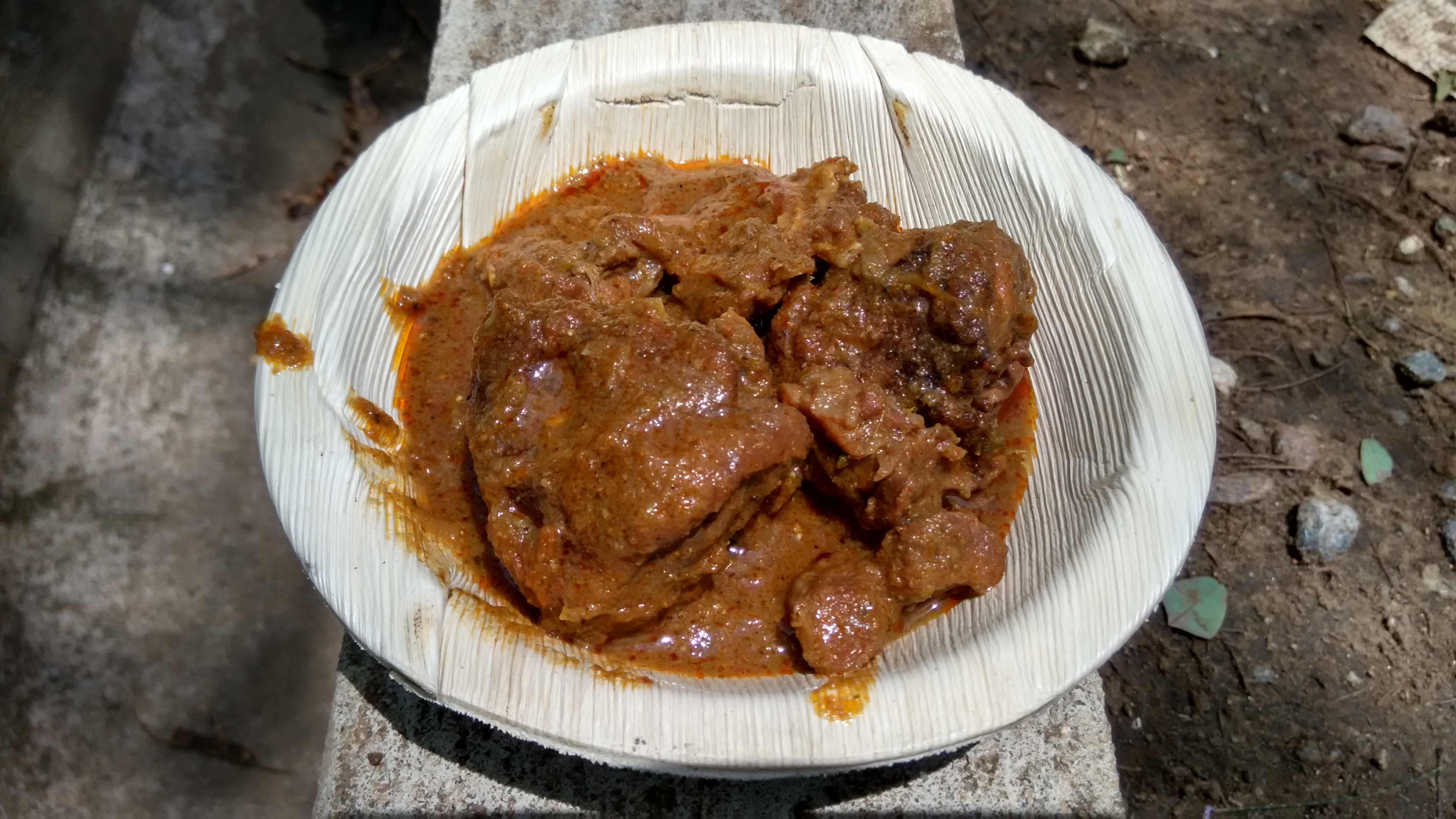
Pollo al curry di Tamil Nadu (India)
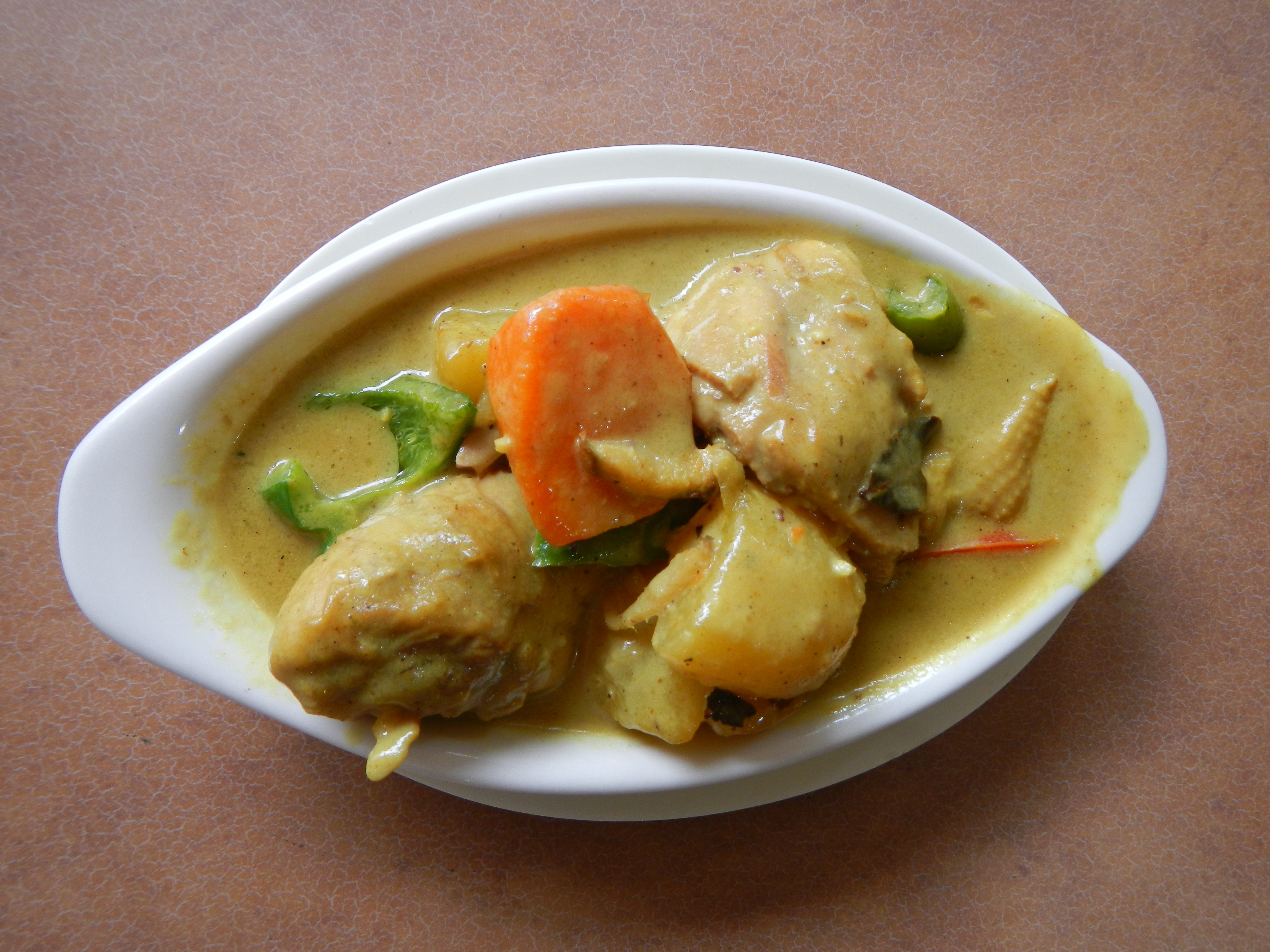
Pollo al curry di Baliuag, Bulacan (Filippine)
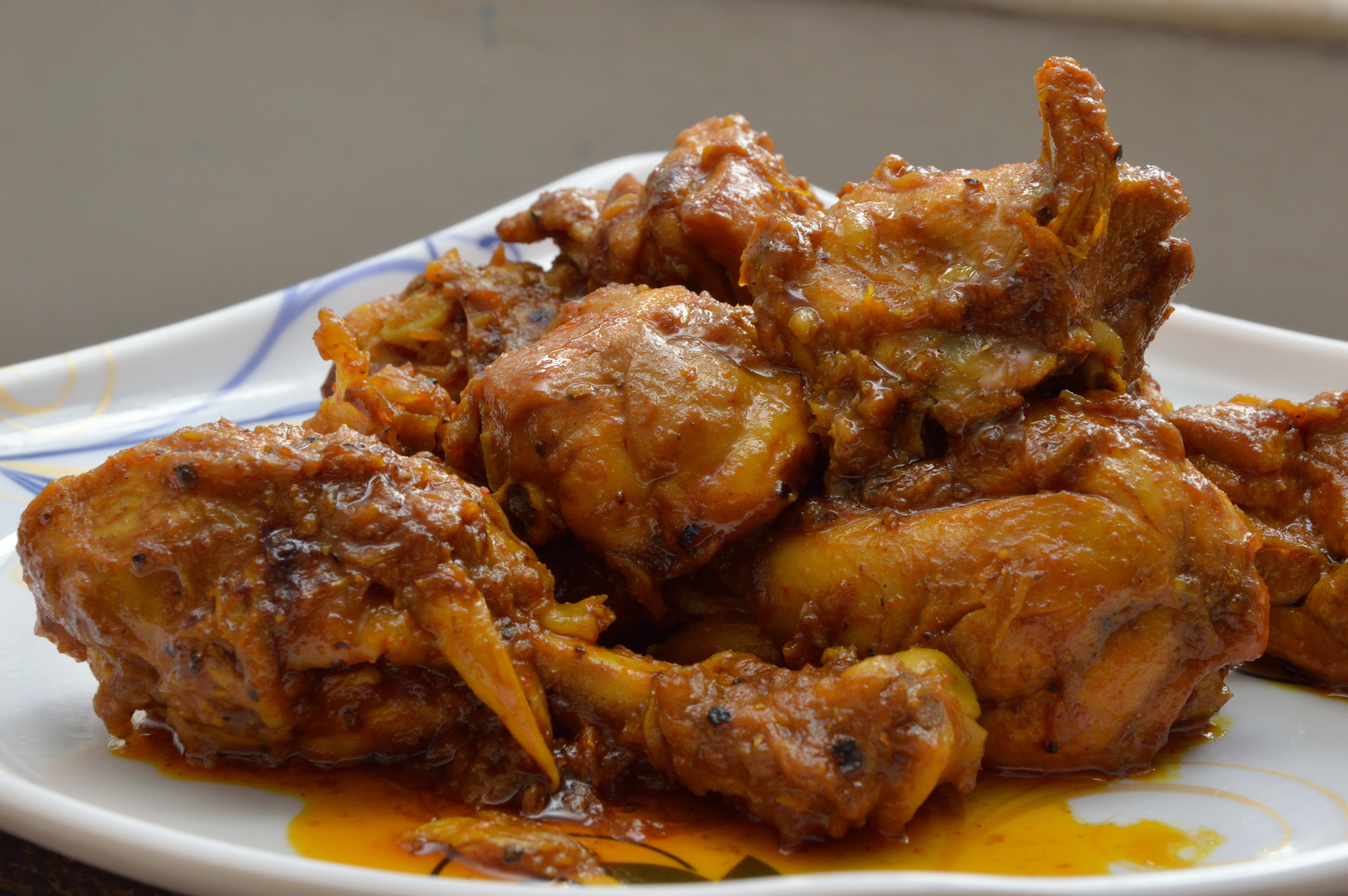
Il pollo kasha è pollo al curry asciutto del Bengala
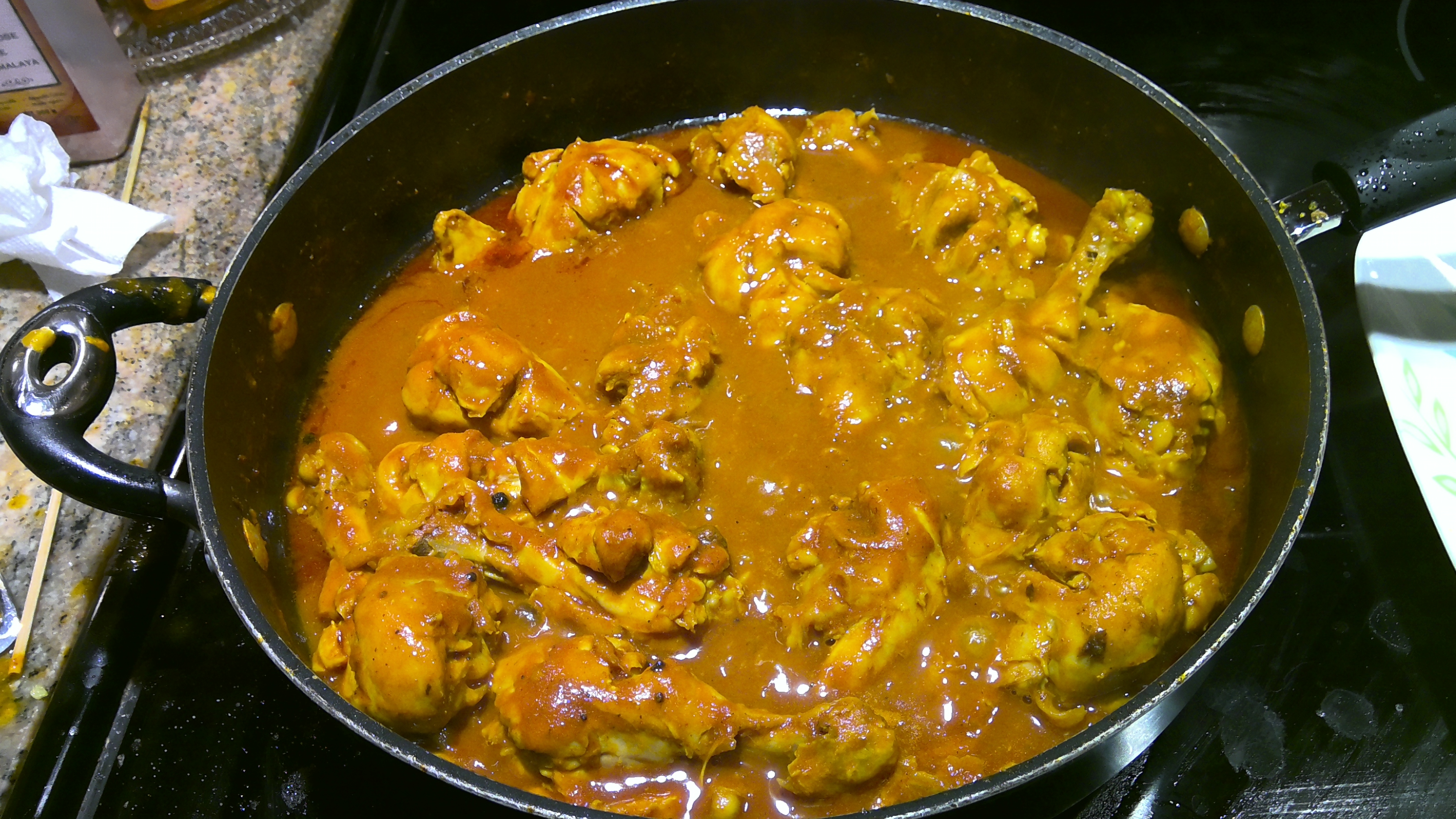
Una pentola di pollo al curry alla maniera del Punjab
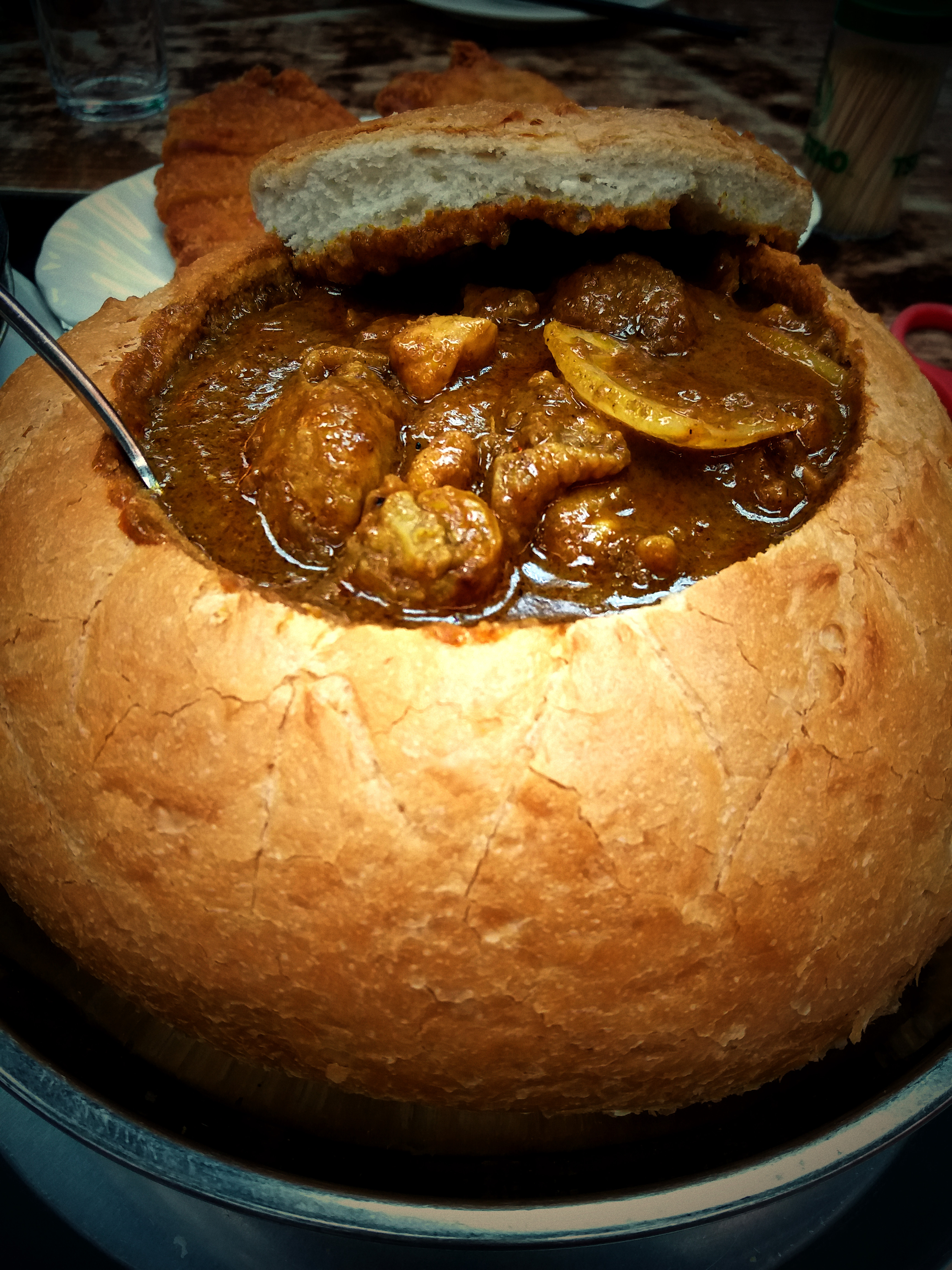
Pollo al curry all'interno di una grossa forma di pane, servito da un ristorante a Macao

### Subcontinente indiano
Sebbene la cucina indiana presenti ampia variazione regionale, la ricetta del pollo al curry indiano parte solitamente dallo scaldare nell'olio delle spezie intere. Successivamente, si prepara una salsa con cipolle, zenzero, aglio, pomodoro e spezie in polvere, a cui vengono aggiunti pezzi di pollo con osso, che vengono fatti sobbollire fino a cottura. Solitamente, il piatto viene guarnito con foglie di coriandolo, e servito assieme a riso o roti. Nell'India meridionale, sono ingredienti comuni anche il cocco e le foglie di curry, e talvolta viene usato latte di cocco come addensante.